# Tex Avery
Frederick Bean «Tex» Avery (Taylor, Texas; 26 de febrero de 1908 - Burbank, California; 26 de agosto de 1980), fue un animador, dibujante, y director estadounidense, famoso por producir dibujos animados durante la era dorada de la animación estadounidense. Hizo su trabajo más significativo para la Warner Bros. y los estudios de MGM, creando o desarrollando plenamente los personajes del Pato Lucas, Bugs Bunny, Droopy, Lobo McLobo, la Ardilla Loca, George y Junior, Porky Pig y Chilly Willy. Su influencia se extiende a casi todos los estudios desde los años 40 y 50 hasta la actualidad.
El estilo de Avery rompió el molde del realismo establecido por Walt Disney, y alentó a los animadores a llegar al límite del medio para hacer cosas en animación que no se podían hacer en las películas con actores. Avery solía decir: “en animación puedes hacer cualquier cosa”, y sus trabajos hicieron eso muy a menudo.

## Biografía
Avery comenzó su carrera de animación en el estudio de Walter Lantz en los años 30, trabajando en Oswald the Lucky Rabbit. Mientras trabajaba en la oficina, un clip metálico lanzado en broma por uno de sus colegas voló hacia el ojo izquierdo de Avery, quien perdió el uso de ese ojo por el impacto. Algunos especulan que la carencia de percepción de profundidad fue lo que le dio su mirada única en la animación y su estilo tan extraño de dirigir.

### "Terraza Termita"
Avery se cambió al estudio de Leon Schlesinger Productions a finales de 1935 y convenció a Leon Schlesinger de que lo dejara dirigir su propia unidad de animadores y crear caricaturas de la manera que él quisiera. Schlesinger le asignó a una unidad en la que incluyó animadores como Bob Clampett y Chuck Jones, a un búngalo de cinco habitaciones en Warner Bros. La unidad de Avery fue asignada para trabajar sobre todo en los Looney Tunes en blanco y negro en vez de las Merrie Melodies en Technicolor y en seguida renombraron su oficina como “terraza termita”, debido a su población significativa de termitas.
“Terraza termita” se convirtió más adelante en el apodo para el estudio entero de Schlesinger/Warners, sobre todo porque Avery y su unidad fueron quienes definieron lo que se conocería como “la caricatura Warner Bros”. Su primer corto, Golddiggers of '49, se reconoce como la primera caricatura en hacer del cerdo Porky una estrella, y la experimentación de Avery con el medio continuó desde allí.

### La creación de las estrellas de los Looney Tunes
Avery, con la ayuda de Clampett, de Jones, y del nuevo director asociado Frank Tashlin, puso los cimientos para la fundación de un estilo de animación que destronó al estudio de Walt Disney como el rey de películas cortas animadas, creando una legión de estrellas de caricaturas cuyos nombres todavía brillan en el mundo de hoy. Avery estuvo profundamente implicado: de carácter perfeccionista, Avery tramó constantemente chistes para las caricaturas, proporcionó su voz periódicamente para los personajes (incluyendo su risa de vientre, una marca registrada), y ejerció tal control sobre la realización de los cortos que él mismo quitaría fotogramas del negativo final si consideraba que el tiempo de algún chiste visual no era absolutamente correcto.

#### El Pato Lucas
Porky's Duck Hunt introdujo al personaje del pato Lucas, con una nueva forma de locura que no había sido considerada antes en caricaturas animadas. El pato era un chiflado totalmente fuera de control que con frecuencia se despedía a toda velocidad fuera del marco de la película gritando “¡Hoo-hoo! ¡hoo-hoo!” en una voz aguda, electrónicamente acelerada que proporcionó Mel Blanc, el artista de voces veterano de Warner.

#### Bugs Bunny
La película de Avery de 1940 A Wild Hare se considera la primera caricatura en establecer verdaderamente la personalidad del conejo Bugs, después de una serie de cortos de un conejo chiflado al modo del Pato Lucas dirigida por Ben Hardaway, con Cal Dalton y Chuck Jones. El Bugs de Avery era un conejo genial y moderno que tenía siempre el control de la situación y que enredaba astutamente a sus opositores. A Wild Hare también marca el primer dúo entre él y Elmer Fudd el calvo y manso, con cabeza de huevo y una gran nariz, y que fue modelado a partir del cómico de radio Joe Penner. Es en A Wild Hare que Bugs se encuentra casualmente con Elmer, quien está “hunting wabbits” (cazando "guonejos"), a quien le pregunta tranquilamente, “¿what's up, doc.?” (¿qué hay de nuevo viejo?). Esta frase había sido muy recurrente en Avery en el secundario en su juventud y las audiencias reaccionaron positivamente frente a la actitud despreocupada de Bugs en una situación potencialmente peligrosa y "¿Qué hay de nuevo viejo?” se convirtió en la muletilla del conejo.
Avery dirigió solamente cuatro caricaturas del conejo Bugs: A Wild Hare, Tortoise Beats Hare, All This and Rabbit Stew, y The Heckling Hare. Durante este período, él también dirigió un número de cortos, incluyendo parodias de documentales (The Isle of Pingo Pongo), parodias de cuentos (The Bear's Tale), caricaturas con parodias de actores famosos (Hollywood Steps Out), y caricaturas con "clones" del conejo Bugs (The Crack-Pot Quail).
El trabajo de Avery en el estudio de Schlesinger terminó a finales de 1941, cuando él y el productor pelearon sobre el final de The Heckling Hare en el que no le permitieron incluir una frase final de Bugs ya que podía relacionarse con una expresión popular en la época que podía considerarse como un chiste sexual.

### Hablando de animales
Mientras que en Schlesinger Avery desarrolló el concepto de animar las bocas de animales filmados para que pareciera que hablablan, a Schlesinger no le interesó la idea de Avery, así que se la llevó a su amigo Jerry Fairbanks, quien producía la serie Unusual Occupations para la Paramount. Fairbanks tomó con gusto la idea y Speaking of Animals fue lanzado. Cuando Avery dejó la Warner, fue derecho a la Paramount a trabajar en los primeros tres cortos de la serie antes de cambiarse a MGM.

### Avery en MGM
Hacia 1942, Avery se encontraba empleado en MGM, trabajando en la división de caricaturas bajo la supervisión de Fred Quimby. Avery sentía que Schlesinger lo había sofocado; en MGM, la creatividad de Avery alcanzó su pico. Sus caricaturas se sabían poseedoras de una locura escarpada, paso frenético, y una inclinación para jugar con el medio de la animación y el film en general que pocos otros directores se atrevieron a buscar. MGM también le ofreció presupuestos más grandes y un nivel más alto de calidad que el que habían tenido sus películas en la Warner. Estos cambios fueron evidentes en su primer corto para MGM, The Blitz Wolf, una parodia de Adolf Hitler que fue nominada a los Premios de la Academia como mejor corto de animación en 1942.
El personaje más famoso de MGM de Avery debutó en Dumbhounded en 1943. El perro Droopy (originalmente “Happy Hound”) era un perro calmado, pequeño, de movimientos lentos y lento-hablar que siempre ganaba hacia el final. También creó una serie de caricaturas arriesgadas, comenzando con Red Hot Riding Hood en 1943, con una atractiva estrella femenina que nunca tuvo un nombre definido, pero que influenció las mentes de muchachos jóvenes - y animadores futuros - por todo el mundo. Otros personajes de Avery en MGM fueron la ardilla Screwball “Screwy” y el dúo de George y Junior inspirado en Of Mice and Men.
Otras caricaturas notables de MGM dirigidas por Avery incluyen Bad Luck Blackie, Magical Maestro, Lucky Ducky, Ventriloquist cat, y King-Size Canary. Avery comenzó en MGM trabajando con colores y fondos realistas, pero abandonó lentamente este estilo para un acercamiento más frenético, menos realista. Su nueva mirada más estilizada reflejó la influencia del creciente estudio UPA: la necesidad de acotar presupuestos y el deseo propio de Avery de dejar la realidad atrás y de hacer caricaturas que no estuvieran atadas al mundo real. Durante este período, hizo una serie notable de películas que exploraron la tecnología del futuro: the House of Tomorrow, Car of Tomorrow, y TV of Tomorrow. También introdujo al personaje un lobo de habla lenta, que fue el prototipo para el personaje de Huckleberry Hound de los asociados de MGM, Hanna-Barbera.
Avery se tomó un año sabático en 1950, y mientras tanto Dick Lundy, llegado recientemente del estudio de Walter Lantz, asumió el control de su unidad y trabajó en las caricaturas de Droopy. Avery volvió a MGM en octubre de 1951 y comenzó a trabajar otra vez. Las últimas caricaturas originales de Avery para MGM fueron Deputy Droopy y Cellbound, terminadas en 1953 y lanzadas en 1955. Como muchas de sus últimas caricaturas, fueron codirigidas por el animador Michael Lah de la unidad de Avery. Lah comenzó a dirigir un puñado de los cortos de Droopy en CinemaScope. Avery dejó MGM en 1953 para regresar al estudio de Walter Lantz.

### Después de MGM
La vuelta de Avery al estudio de Lantz no duró mucho. Dirigió cuatro caricaturas entre 1954-1955: Crazy Mixed-Up Pup, Shh-h-h-h-h, I'm Cold y The Legend of Rockabye Point, en la cual definió al personaje del pingüino Chilly Willy. Aunque The Legend of Rockabye Point y Crazy Mixed-up Pup fueron nominadas para el premio de la Academia, Avery dejó a Lantz tras una discusión por el sueldo, poniendo fin a su carrera en la industria de la animación de entretenimiento.
Se dirigió hacia los anuncios publicitarios de televisión animados, los más notables, los comerciales de Raid de los años 60, (“Oh no! ¡Raid! ¡Boom!”) y la creación de Frito-Bandito la controvertida mascota de Frito-Lays. Avery también produjo los anuncios para los zumos frutales con los personajes de Warners Bros. que él había ayudado a crear durante sus días en la terraza termita.
Durante los años 60 y 70, Avery se volvió cada vez más reservado y depresivo, aunque continuó inspirando el respeto de sus pares. Su último empleo fue para la Hanna-Barbera, donde escribió chistes para caricaturas de la mañana del sábado tales como el Koala Kwicky estilo-droopy.
El 26 de agosto, de 1980, Avery murió en el trabajo en los estudios de Hanna-Barbera a los 72 años de edad. Había estado sufriendo de cáncer de pulmón durante un año. Se encuentra enterrado en el parque memorial Forest Lawn en las colinas de Hollywood en Los Ángeles, California.

## Legado
Aunque Tex Avery no vivió para experimentar la era del renacimiento de la animación estadounidense de los tardíos 80, su trabajo fue redescubierto y comenzó a recibir la atención y las alabanzas extensas de la comunidad moderna de la animación y de las películas. Su influencia se refleja fuertemente en caricaturas o películas animadas como ¿Quién engañó a Roger Rabbit? (1988) y en series como: Ren y Stimpy, Tiny Toon Adventures, The Powerpuff Girls, El Laboratorio de Dexter, Pinky y Cerebro, Animaniacs, Freakazoid, Los Simpson, Tom y Jerry Kids Show o en los personajes del Genio en Aladdín (1992) y el dúo Timón & Pumba en El Rey León (1994) ambas de Disney. De hecho, el vaquero protagonista de The Wacky World of Tex Avery lleva su nombre y su trabajo se ha honrado en programas tales como The Tex Avery Show y Cartoon Alley. Sus personajes (particularmente Bugs Bunny y aquellos de Red Hot Riding Hood) aparecieron en la película protagonizada por Jim Carrey La Máscara (1994). Diseñadores de personajes de videojuegos como Charles Zembillas (encargado de los diseños en Crash Bandicoot, Spyro the Dragon y Jak and Daxter) también han sido influenciados por Avery.
Hoy es visto como uno de los directores más influyentes de todos los tiempos en la animación y como el artista principal de las películas cómicas, cuya marca en la industria, aunque no como artista, fue sobrepasada únicamente por Walt Disney y su hermano Roy O. Disney.

## Películas dirigidas o codirigidas por Tex Avery

### Warner Bros.
| - Golddiggers of '49 (1936) - The Blow Out (1936) - Plane Dippy (1936) - I'd Love to Take Orders from You (1936) - Miss Glory (1936) - I Love to Singa (1936) - Porky the Rain Maker (1936) - The Village Smithy (1936) - Milk and Honey (1936) - Don't Look Now (1936) - Porky the Wrestler (1937) - Picador Porky (1937) - I Only Have Eyes for You (1937) - Porky's Duck Hunt (1937) - Uncle Tom's Bungalow 1937) - Ain't We Got Fun (1937) - Daffy Duck and Egghead (1937) - Egghead Rides Again (1937) - A Sunbonnet Blue (1937) - Porky's Garden (1937) - I Wanna Be a Sailor (1937) | - The Sneezing Weasel (1937) - Little Red Walking Hood (1937) - The Penguin Parade (1938) - The Isle of Pingo Pongo (1938) - A Feud There Was (1938) - Johnny Smith and Poker-Huntas (1938) - Daffy Duck in Hollywood (1938) - Cinderella Meets Fella (1938) - Hamateur Night (1938) - The Mice Will Play (1938) - Un día en el Zoo (A Day at the Zoo, 1939) - Thugs with Dirty Mugs (1939) - Believe It or Else (1939) - Dangerous Dan McFoo (1939) - Detouring America (1939) - Land of the Midnight Fun (1939) - Fresh Fish (1939) - Screwball Football (1939) - The Early Worm Gets the Bird (1939) - Cross Country Detours (1940) - The Bear's Tale (1940) | - A Gander at Mother Goose (1940) - Circus Today (1940) - A Wild Hare (1940) - Ceiling Hero (1940) - Wacky Wild Life (1940) - Of Fox and Hounds (1940) - Holiday Highlights (1940) - The Crackpot Quail (1941) - Haunted Mouse (1941) - Tortoise Beats Hare (1941) - Hollywood Steps Out (1941) - Porky's Preview (1941) - The Heckling Hare (1941) - Aviation Vacation (1941) - All This and Rabbit Stew (1941) - The Bug Parade (1941) - The Cagey Canary (1941) - Aloha Hooey (1942) - Crazy Cruise (1942) |

### Paramount
- Speaking of Animals Down on the Farm (1941)
- Speaking of Animals Down in a Pet Shop (1941)
- Speaking of Animals Down in the Zoo (1941)

### MGM
| - Blitz Wolf (1942) - ¡The Early Bird Dood It! (1942) - Dumb-Hounded (1943) - Red Hot Riding Hood (1943) - Who Killed Who? (1943) - One Ham's Family (1943) - What's Buzzin' Buzzard? (1943) - Screwball Squirrel (1944) - Batty Baseball (1944) - Happy-Go-Nutty (1944) - Big Heel-Watha (1944) - The Screwy Truant (1945) - The Shooting of Dan McGoo (1945) - Jerky Turkey (1945) - Swing Shift Cinderella (1945) - Wild and Woolfy (1945) - Lonesome Lenny (1946) - The Hick Chick (1946) - Northwest Hounded Police (1946) - Henpecked Hoboes (1946) - Hound Hunters (1947) - Red Hot Rangers (1947) - Uncle Tom's Cabana (1947) | - Slap Happy Lion (1947) - King-Size Canary (1947) - What Price Fleadom (1948) - Little 'Tinker (1948) - Half-Pint Pygmy (1948) - Lucky Ducky (1948) - The Cat that Hated People (1948) - Bad Luck Blackie (1949) - Señor Droopy (1949) - The House of Tomorrow (1949) - Doggone Tired (1949) - Wags to Riches (1949) - Little Rural Riding Hood (1949) - Out-Foxed (1949) - The Counterfeit Cat (1949) - Ventriloquist Cat (1950) - The Cuckoo Clock (1950) - Garden Gopher (1950) - The Chump Champ (1950) - The Peachy Cobbler (1950) - Cock-a-Doodle Dog (1951) - Daredevil Droopy (1951) - Droopy's Good Deed (1951) | - Symphony in Slang (1951) - Car of Tomorrow (1951) - Droopy's Double Trouble (1951) - Magical Maestro (1952) - One Cab's Family (1952) - Rock-a-Bye Bear (1952) - Little Johnny Jet (1953) - T.V. of Tomorrow (1953) - The Three Little Pups (1953) - Drag-a-Long Droopy (1954) - Billy Boy (1954) - Homesteader Droopy (1954) - The Farm of Tomorrow (1954) - The Flea Circus (1954) - Dixieland Droopy (1954) - Field and Scream (1955) - The First Bad Man (1955) - Deputy Droopy (1955) - Cellbound (1955) - Millionaire Droopy (1956) - Cat's Meow (1957) |

### Walter Lantz
- Sh-h-h-h-h-h (1955)
- The Legend of Rockabye Point (1955)
- I'm Cold (1954)
- Crazy Mixed Up Pup (1954)

## Lecturas Adicionales
- Adamson, Joe  (1975). Tex Avery: King of Cartoons. New York: De Capo Press. ISBN 0-306-80248-1.
- Benayoun, Robert (1988). Le mystère Tex Avery. París: Editions du Seuil. ISBN 2-02-009870-9.
- Canemaker, John (1996). Tex Avery: The MGM Years, 1942-1955. Atlanta: Turner Press. ISBN 1-57036-291-2
- Delgado Sánchez, Cruz (2014). Tex Avery. Madrid: Ediciones Cátedra. ISBN 10: 8437632269
- Tex Avery Tribute Website, http://www.texavery.com